# Opononi

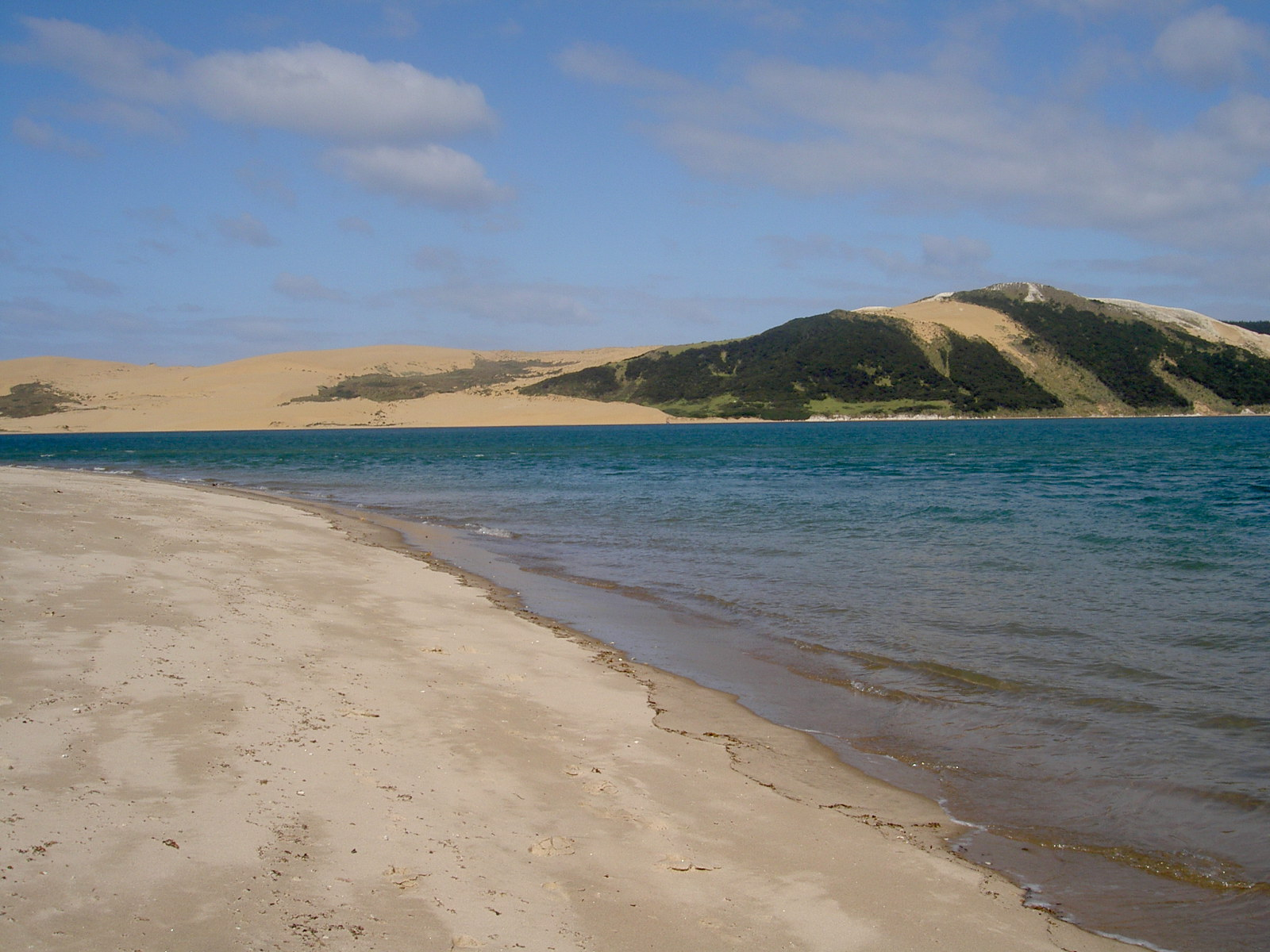
Der Strand in Opononi

Opononi ist eine Siedlung im Far North District in der Region Northland auf der Nordinsel von Neuseeland.

## Geographie
Die Siedlung befindet sich rund 64 km nordwestlich von Dargaville und rund 39 km westsüdwestlich von Kaikohe am Südufer des in die Tasmansee mündenden Hokianga Harbour. Der New Zealand State Highway 12 führt durch die Siedlung und verbindet die südlich angrenzende Siedlung Omapere auf kurzem Wege. Nach Südosten hin ist über den Highway Dargaville zu erreichen.

## Bevölkerung
Zum Zensus des Jahres 2013 zählte Opononi zusammen mit Omapere 414 Einwohner, 13,2 % weniger als zur Volkszählung im Jahr 2006. Der Bevölkerungsanteil in Omapere lag bei 40,6 % gleich 168 Einwohner.

## Bildungswesen
Die Siedlung verfügt mit der Opononi Area School über eine Composite School mit den Jahrgangsstufen 7 bis 15. Im Jahr 2016 besuchten 119 Schüler die Schule.

## Ereignis
Im Sommer 1955/56 wurde Opononi landesweit bekannt, als ein verspielter Delfin in den Naturhafen kam und Kindern mit ihm am Strand vor Opononi spielen konnten. Bevor das Tier, das den Namen Opo verliehen bekam, per Gesetz geschützt werden konnte, starb es unter mysteriösen Umständen in der Bucht.